# Schwarzhölzl

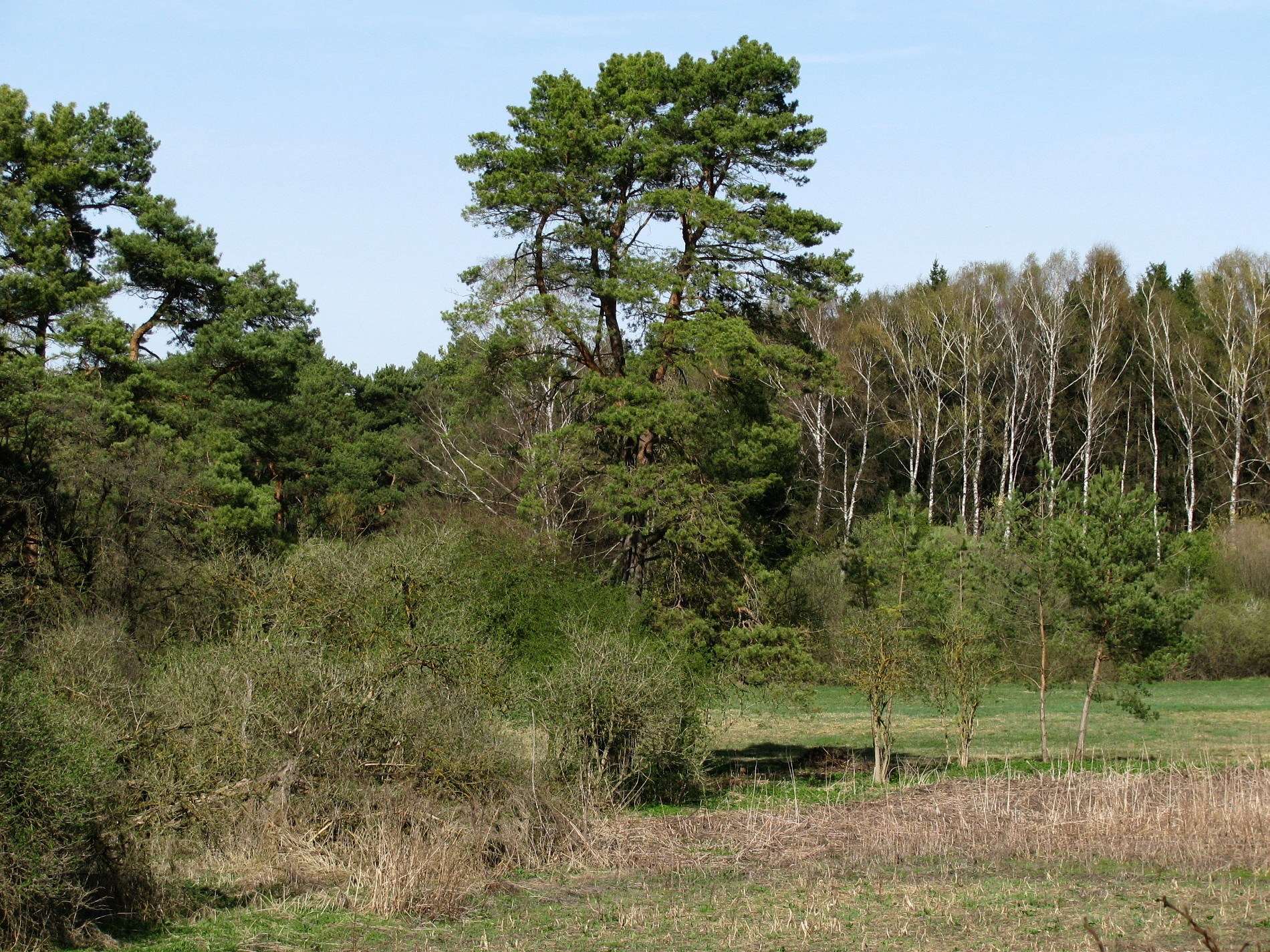
Das Schwarzhölzl

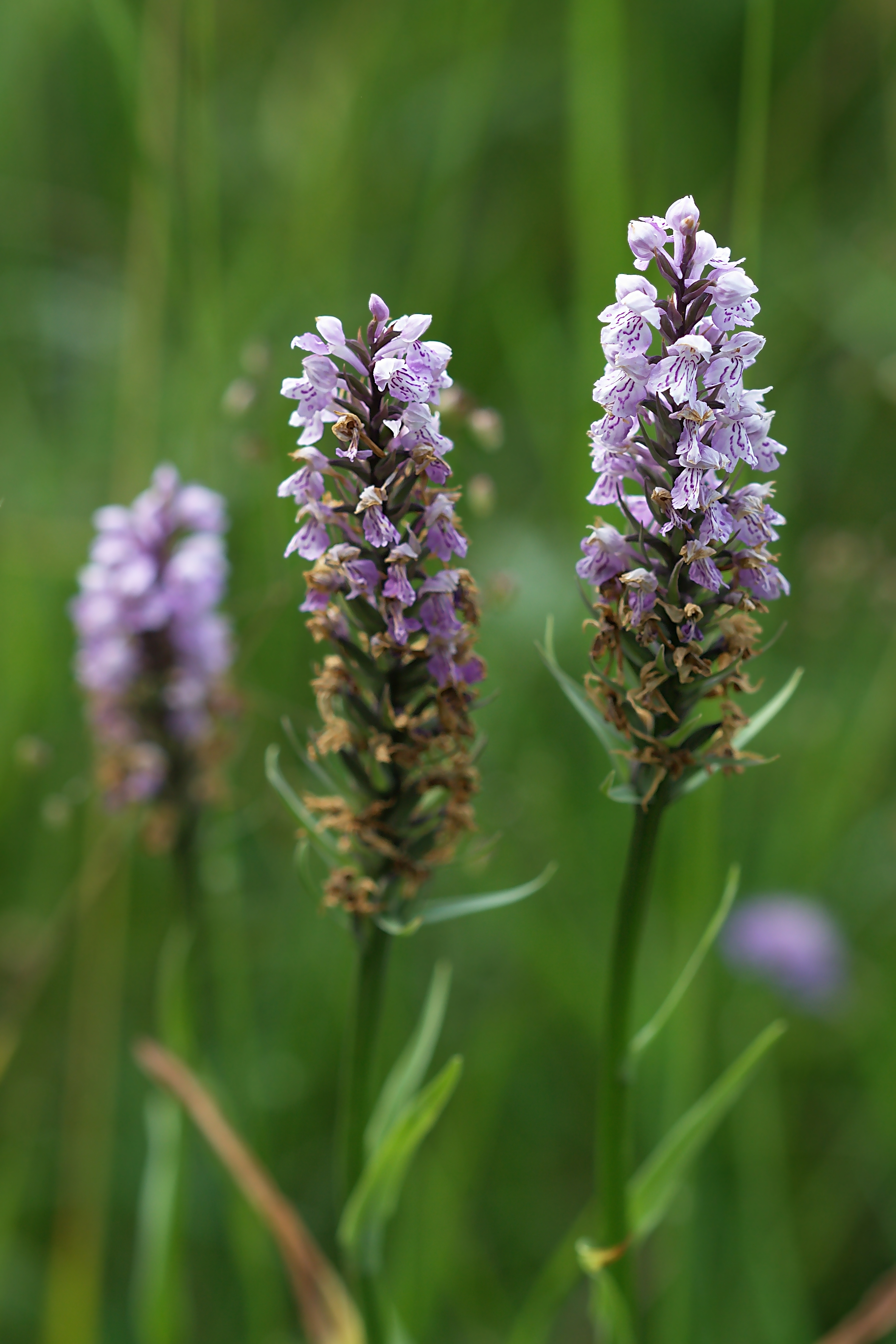
Knabenkraut im Schwarzhölz

Das Schwarzhölzl ist ein unter Naturschutz stehender Niedermoorwald im Münchner Stadtteil Feldmoching mit einer Fläche von 79,5 Hektar. Das Relikt des östlichen Dachauer Mooses erhielt seinen Namen von den Mooskiefern, die ihm ein dunkles Erscheinungsbild verleihen. Teile des darüber hinausgehenden Naturschutzgebietes Schwarzhölzl liegen auch in den Gemeinden Karlsfeld (28,2 Hektar) und Oberschleißheim (26,7 Hektar) sowie einem separaten kleinen zur Stadt München gehörigen Gebietsteil (1,0 Hektar) und umfassen Feucht- und Streuwiesen sowie einen Moorbirkenwald. Im Norden liegt der Mückensee. Es ist Teil des Münchner Grüngürtels.

## Entwicklung

### Entstehung
Ab etwa 1800 bauten Münchner Brauereien, besonders die Löwenbrauerei, im Dachauer Moos Torf ab. Damit begann das stete Sinken des Grundwasserspiegels, wodurch das Gebiet des heutigen Schwarzhölzls seinen Moorcharakter immer weiter verlor. Gleichzeitig wurde auch die bisherige extensive Nutzung, die Streumahd, aufgegeben und erste Kiefern siedelten sich an. Die Waldentstehung wurde von Förstern weiter gefördert. Die erstmalige Ausweisung des so entstandenen Schwarzhölzls zum Naturschutzgebiet 1913 währte nicht lange. 1915 bis 1917 wurde der Kalterbach, der das Schwarzhölzl von Süd nach Nord durchfließt, begradigt und vertieft, Entwässerungskanäle angelegt und das umliegende Land urbar gemacht. Das ermöglichte intensive landwirtschaftliche Nutzung des ehemaligen Moorgebietes um das Schwarzhölzl.

### Zerstörungen in der zweiten Hälfte des 20. Jahrhunderts

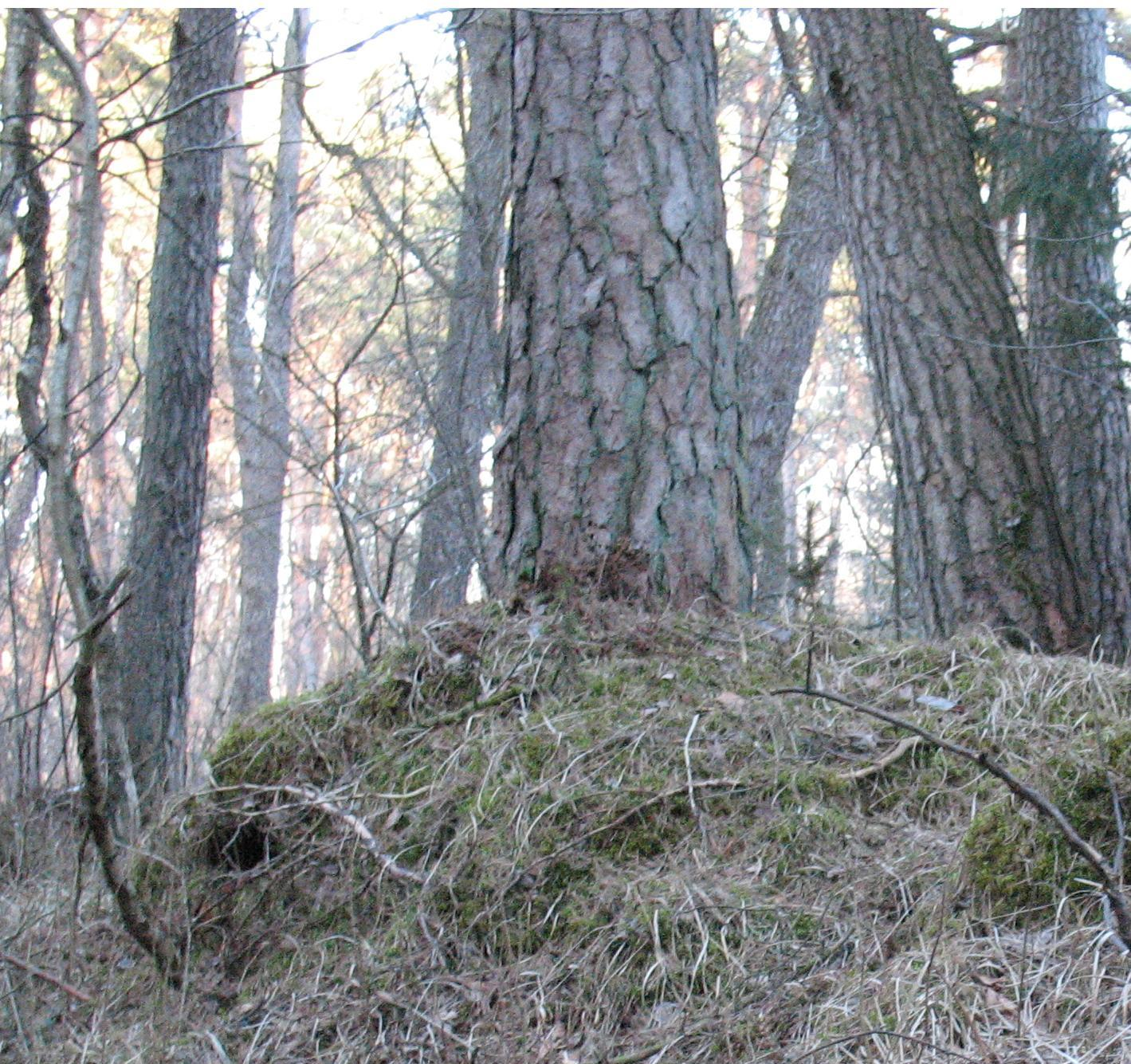
Aufgeständerte Kiefer

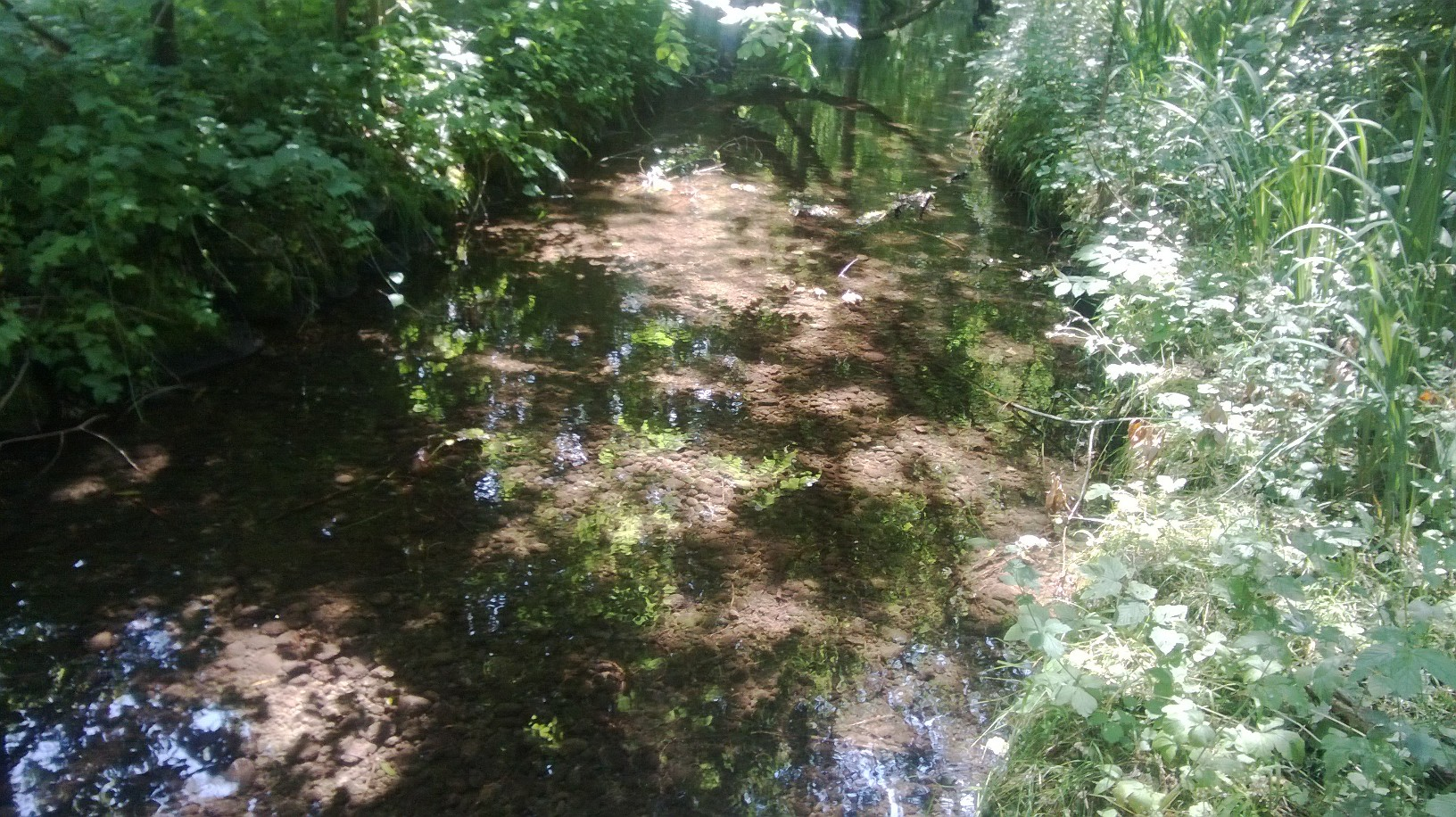
Gewässer am Schwarzhölzl

Die Entwässerung und Intensivierung der Landwirtschaft wurde auch in den 50er und 60er Jahren fortgesetzt. Das ging einher mit dem Umackern von Feuchtwiesen und der Zerstörung von Gehölzen in der Umgebung des Schwarzhölzls, was diesen Lebensraum immer mehr beeinträchtigte. Das Schwarzhölzl wurde mit lebensraumfremden Fichten dicht aufgeforstet. Im Zuge des Baus der Regattastrecke Oberschleißheim ab 1970 wurde der birkenbewachsene Waldteil „Torfeinfang“ abgeholzt, eine Straße durch das Schwarzhölzl angelegt und der Aushub der Regatta auf einer Streuwiese aufgeschüttet. Zudem brachte der Bau eine Absenkung des Grundwasserspiegels um mindestens eineinhalb Meter. Deshalb setzte Torfzersetzung ein, die Verjüngung des Kiefernbestandes wurde gehemmt, die Kiefern wurden aufgeständert und fielen teilweise um und der Kalterbach verlor drastisch an Wassermenge.

### Ära Josef Koller

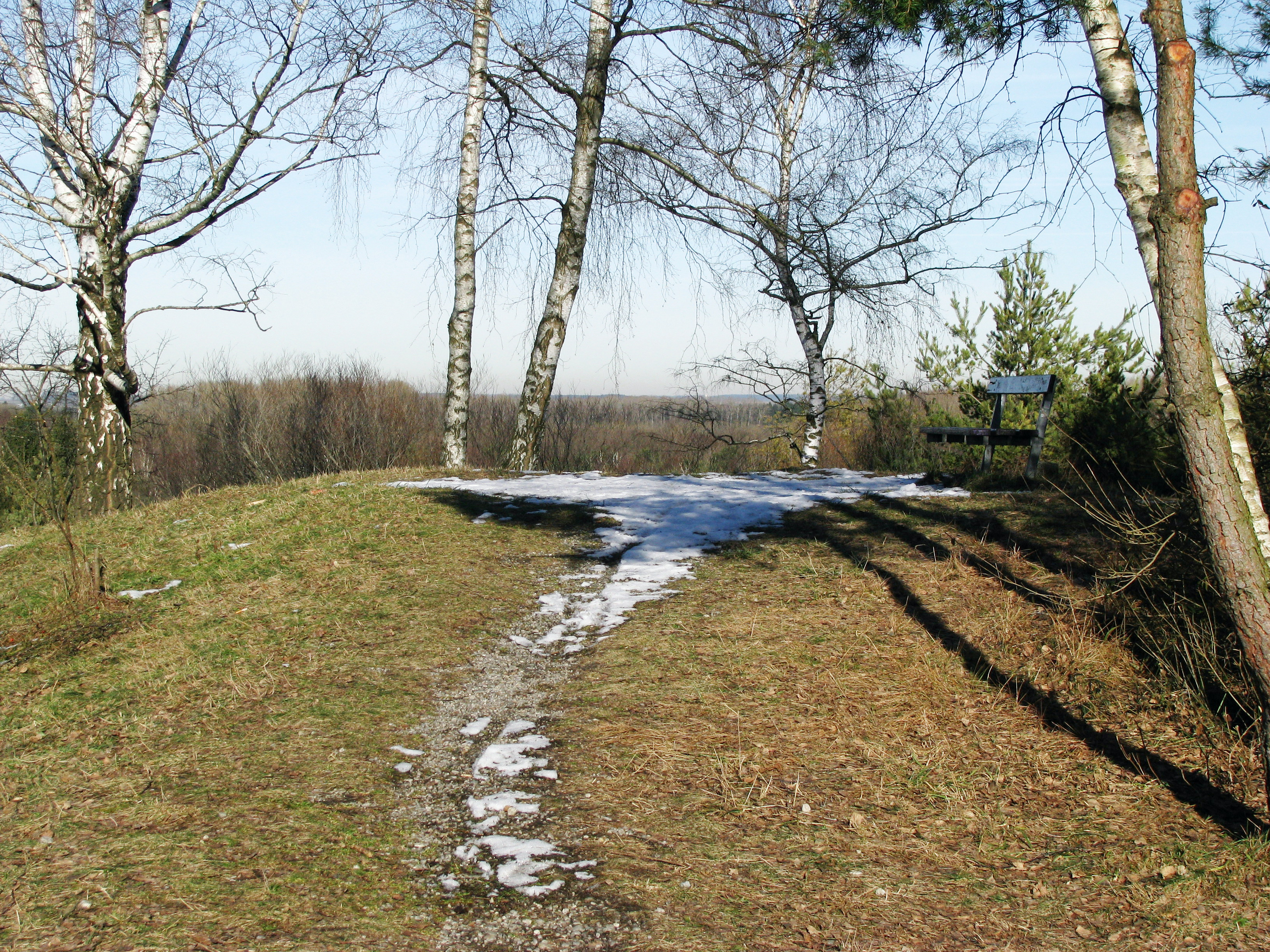
Schwarzhölzlberg

Das weitere Schicksal des Schwarzhölzls ist untrennbar mit dem 2010 verstorbenen Karlsfelder Naturschützer Josef Koller verbunden. Aufgeschreckt durch die Zerstörung begann er einen langen Kampf um den Erhalt der letzten Reste. 1969 stellte er mit wenig Erfolg einen Antrag auf Inschutznahme des Schwarzhölzls. Er ließ sich allerdings auch nicht von den von der Ruderregatta hervorgerufenen Zerstörungen beirren. So setzte er sich für eine nicht ganz unumstrittene Mähgutübertragung vom Lochhauser Sandberg und der Garchinger Heide auf den Schwarzhölzlberg ein. Dadurch entstanden artenreiche trockengeprägte Lebensräume. Zudem bekämpfte er sein gesamtes Leben lang Neophyten, Intensivierung sowie Verbrachung und Verbuschung wertvoller Flächen. Er setzte sich für die Neuanlage von Feuchtgebieten, Extensivierung der Wiesennutzung und eine weniger gewinnoptimierte Waldbewirtschaftung ohne Fichtenaufforstung ein.
Aufklärungsarbeit über Naturschutz und vogelkundliche Wanderungen lagen ihm besonders am Herzen. Ein besonders großes Verdienst war es rückblickend, dass er der Öffentlichkeit mit seinem Wirken und seinem 1990 veröffentlichten Buch Geliebtes Schwarzhölzl vor Augen geführt hat, welche Bedeutung dieser Rest des Dachauer Mooses besitzt. Damit brachte er die Ausweisung des Naturschutzgebietes entscheidend voran.
Nach langem Kampf wurde 1994 schließlich das Schwarzhölzl auf Betreiben der Regierung von Oberbayern nach 1913 ein zweites Mal unter Naturschutz gestellt. Außerdem ist es Teil eines Landschaftsschutzgebietes und eines FFH-Schutzgebietes für die stark bedrohte Helm-Azurjungfer. Heute ist es ein bekanntes Naherholungsgebiet. Durch die intensive Freizeitnutzung kommt es wiederum zu einer Beeinträchtigung von Naturschutzbelangen. Die unmittelbare Nähe der Bundesstraße 471 bringt zudem Verkehrslärm und Streusalz in das Schwarzhölzl. Auch der Grundwasserstrom von Süd nach Nord wird durch die Bundesstraße gehemmt. Zudem ist der Stickstoffhaushalt des Schwarzhölzls durch Versuche des Moorversuchsguts in Badersfeld gestört.
Der Bund Naturschutz pflegt mit offizieller Erlaubnis heute einige Flächen im Naturschutzgebiet durch Mahd und Neophytenbekämpfung. Diese sind der Schwarzhölzlberg, die Bergfußwiese, die Thürwinkelwiese, die Danner-Wiese, der ehemalige Holzlagerplatz und das Bachdreieck. Im Sinne Josef Kollers kümmert sich der Bund Naturschutz allerdings auch um umliegende Biotope, Streuwiesen und den Moosgraben, deren Zusammenspiel mit dem Wald eine besondere ökologische Vielfalt schafft.

## Belege
1. ↑  Ilsa Oberbauer (Hg.) im Auftrag der Gemeinde Karlsfeld: 200 Jahre Karlsfeld. Karlsfeld 2002, S. 203.
2. ↑  Dachauer Moos Verein und Landeshauptstadt München - Referat für Gesundheit und Umwelt (Hg.): Münchner Umweltkalender 1999. Östliches Dachauer Moos. München 1999, Märzblatt.
3. ↑  Archivierte Kopie (Memento des Originals vom 20. November 2011 im Internet Archive)  Info: Der Archivlink wurde automatisch eingesetzt und noch nicht geprüft. Bitte prüfe Original- und Archivlink gemäß Anleitung und entferne dann diesen Hinweis. Archivierte Kopie (Memento des Originals vom 31. Oktober 2012 im Internet Archive)  Info: Der Archivlink wurde automatisch eingesetzt und noch nicht geprüft. Bitte prüfe Original- und Archivlink gemäß Anleitung und entferne dann diesen Hinweis.
4. 1 2 3 4  Kahle Kiefern und beinharte Sportler. In: sueddeutsche.de. 21. Februar 2011, abgerufen am 18. Juli 2018.
5. ↑  https://www.karlsfeld.de/Naturschutzgebiet-Schwarzhoelzl.o789.html?suche=schutzgebiete
6. ↑  Josef Koller: Geliebtes Schwarzhölzl. Schicksal einer Landschaft im Münchner Nordwesten. Karlsfeld 1990, S. 32 f.
7. ↑  Josef Koller: Geliebtes Schwarzhölzl. Schicksal einer Landschaft im Münchner Nordwesten. Karlsfeld 1990, S. 48 ff. und 68 f.
8. ↑  http://www.matziol.de/plaintext/naturfotos-karlsfeld/naturschutzgebiet-schwarzhoelzl/index.html
9. 1 2  https://dachau.bund-naturschutz.de/fileadmin/kreisgruppen/dachau/Dokumente/Dokum_KG_Dah/Koller_Nachruf.pdf
10. ↑  bn-karlsfeld.de (Memento vom 11. Februar 2013 im Internet Archive)
11. ↑  Dr. Wolfgang Braun, Karlsfeld, brieflich.
12. ↑  Josef Koller: Geliebtes Schwarzhölzl. Schicksal einer Landschaft im Münchner Nordwesten. Karlsfeld 1990, S. 56.
13. ↑  Dominik Himmler, Technische Universität München, brieflich
14. ↑  bn-karlsfeld.de (Memento vom 11. Februar 2013 im Internet Archive)
15. ↑  Josef Koller: Geliebtes Schwarzhölzl. Schicksal einer Landschaft im Münchner Nordwesten. Karlsfeld 1990, S. 40 ff.

Koordinaten: 48° 14′ 29″ N, 11° 29′ 40″ O